# Narcisse Virgilio Díaz de la Peña
Narcisse Virgilio Díaz de la Peña (Bordeaux, 1808. augusztus 25. – Menton, 1876. november 18.) spanyol származású francia festő. Színes, tarka, csillogó, kis méretű képeivel ragadja meg a nézőt, műveit a londoni Wallace-gyűjteményben, Reimsben és a Louvre-ban őrzik.

## Élete és művészete
Kezdetben Watteau, majd Delacroix művészete hatott rá. Fél lábát elveszítvén porcelánfestő lett, de aztán Párizsba ment és csatlakozott Théodore Rousseau, Jules Dupré festőkhöz, s ment utánuk Barbizonba, ott a barbizoni iskola festői közt találta meg önálló stílusát az 1840-es évektől.

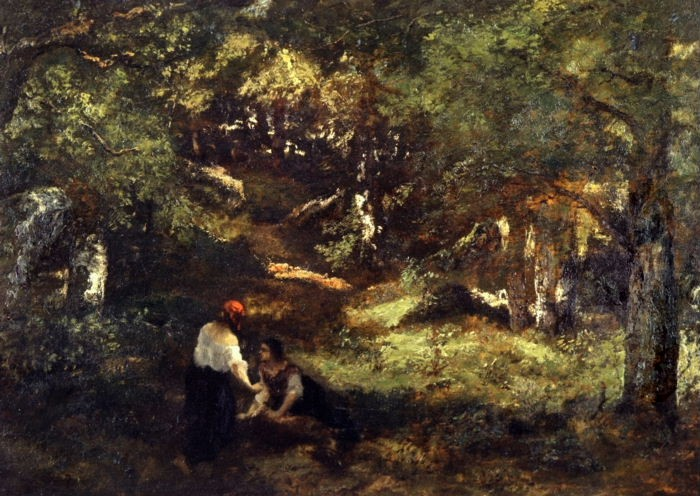
A fontainebleau-i erdőben, 1860

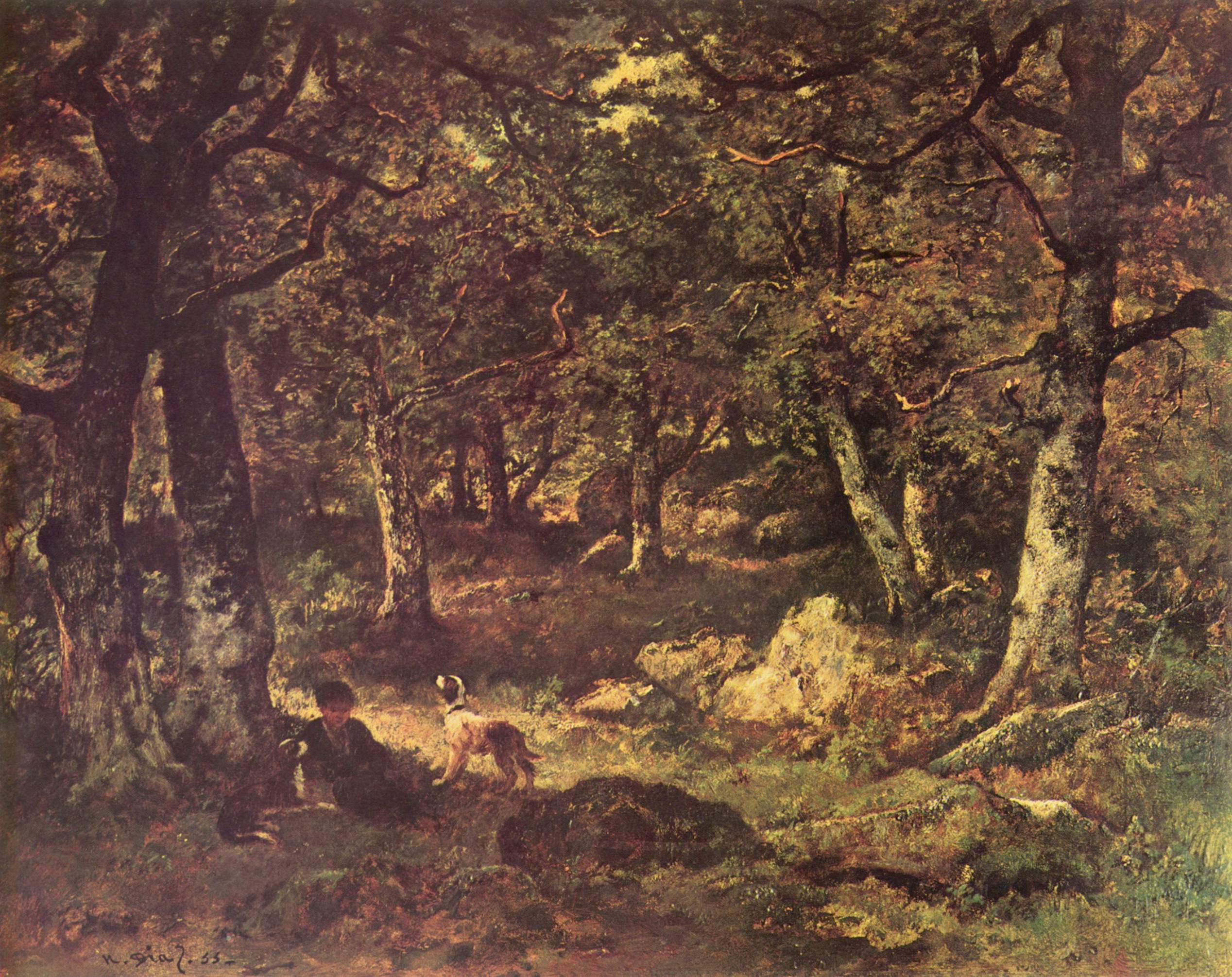
Az erdőben

A természet megfigyelését és festését kitűnően elsajátította, s a termékeny kis mester apró képein a társai által felfedezett dús erdők elé színes, tarka tisztásokra erősen megvilágított, csillogó színfoltokból szép női aktokat festett: Galateákat, Vénuszokat, Dianákat és más istennőket, tündéreket, vagy bohémeket, párokat, gyerekeket, állatokat. Hatással voltak képei Monticellire, aki Díaz de la Peña vibráló színességét továbbfejlesztette.
Képeit gyakran állították ki a párizsi Salonban, 1851-ben kitüntették, festményei egyre divatosabbakká váltak a gyűjtők körében. A francia-német háború idején Brüsszelbe ment, 1876-ban erősen megfázott, gyógyíttatni akarta magát Mentonban, de tüdőgyulladásban meghalt.

## Főbb művei
- Bohémek a szabadban
- A gyöngyök tündére
- Nymphák
- Fürdőző nők
- Vénusz lefegyverzi a szerelmet
- A két vetélytárs